# Café de la Mairie (Château-Gontier)
Le Café Béguin Peltier, puis Café de la Mairie, puis Bar de la Place est un café de Château-Gontier, situé 24, Place Paul-Doumer et dont le décor est classé monument historique en 1990. Le café s'appelle de nos jours le Café de la Mairie.

## Histoire
De 1900 à 1904, le café est possédé par Béguin et Peltier et accueille le Cercle littéraire des Platanes.
Son décor intérieur est réalisé au moyen de céramiques de Sarreguemines, présentant un décor animalier de qualité réalisé par le céramiste lorrain Carl Schuller. Les peintures sont de Pierre-Louis Richard.
Il s'agit de 16 panneaux en carreaux datés de la fin du XIXe siècle. Les motifs d'inspiration japonaise sont mis au goût de l'époque par Théodore Deck. 
La décoration du café est inscrite au titre des monuments historiques par arrêté du 11 avril 1990.